# Tsvetta Kaleynska
Tsveta Kaleynska (en bulgare : Цвета Калейнска), née le 19 juin 1988), alias Tsvetta, est un auteur bulgare, markétologue et modèle. Elle est devenue célèbre sur la scène internationale après sa participation au concours de beauté Miss Diaspora Models International 2010 à New York.

## Enfance et adolescence
Tsvetta est née à Veliko Tarnovo (Bulgarie) dans la famille d’une professeure universitaire et d’un gynécologue. Ses deux parents sont d’origine bulgare. En plus de sa langue maternelle – le bulgare, Tsvetta parle quatre langues étrangères – anglais, français, espagnol et italien.
En 2008, après avoir gagné une bourse d’études complète, Tsvetta part aux États-Unis pour faire ses études universitaires. En 2012 elle a obtenu des diplômes en Marketing, Management, Affaires Internationales et Économie de l’Université Saint Francisk. À présent, elle prépare un diplôme de Master dans City University New York, campus Baruch.

## Publications
En 2011 Tsvetta Kaleynska a publié son premier livre Fleurs du paradis. En 2012 elle a rejoint l’agence Dogs Bollocks 5. En ce moment Tsvetta y travaille en tant que consultant en stratégie et se spécialise dans l’analyse des réseaux sociaux. En même temps elle publie des articles sur les réseaux sociaux en Bulgarie. Tsvetta Kaleynska écrit une rubrique dans la revue scientifique « Science bulgare ». Ses articles ont été publiés dans plusieurs journaux et magazines en Europe de l’Est, y compris dans le magazine Cosmopolitan.

## Carrière de modèle
En 2010 Tsvetta a été élue Miss Bulgarie Diaspora États-Unis et a entamé une carrière de modèle, malgré sa taille de 165 cm. Elle a fait des séances photo pour des marques américaines et bulgares. En 2011 elle est devenue le visage de Roma Fashion à Sofia en soutenant ainsi le développement des designers d’origine rom. En 2014, la Bulgare a été nommée l’inspiration d’une marque de vêtements à New York. Son nom est lié à des agences comme Diaspora Models, et Planete Chic. 

## Travail caritatif
Tsvetta Kaleynska s’occupe des activités caritatives depuis l’âge de 12 ans. Elle a travaillé avec une organisation américaine pour le soutien des orphelinats en Bulgarie, en aidant à lever des fonds pour les orphelinats ainsi que pour la distribution de médicaments et de fournitures médicales dans les orphelinats en Bulgarie. Actuellement, les efforts de Tsvetta sont concentrés dans l’académie GLOW (en anglais – Girls Leading Our World ou Filles qui Dirigent Notre Monde). Cette organisation enseigne aux jeunes filles comment être leadeurs. L’Académie GLOW, qui est un projet du Corps de la Paix, cherche à développer le potentiel des jeunes en tant que futurs dirigeants, à les aider à être des citoyens informées ayant des engagements actifs dans la société. GLOW aide les jeunes à mieux connaître leurs qualités, à développer leurs compétences communicatives et en leadership, à apprendre à formuler correctement leurs objectifs et à réussir à les atteindre.
Tsvetta Kaleynska participe activement aux activités liées à l'amélioration de l'alphabétisation chez les jeunes. Elle est le visage de la campagne nationale "Remplissons la cité universitaire de livres" sous le patronage du président bulgare Rosen Plevneliev. En 2013 Tsvetta Kaleynska en  créant sa campagne nationale d'alphabétisation – « Tsvetta pour les couleurs des langues », fait des donations de livres en langues étrangères aux bibliothèques et aux écoles dans les petites et moyennes villes et villages en Bulgarie.